# Acraea penella
Acraea penella är en fjärilsart som beskrevs av Eltringham 1912. Acraea penella ingår i släktet Acraea och familjen praktfjärilar. Inga underarter finns listade i Catalogue of Life.